# ヤンゴン港
ヤンゴン港 （ヤンゴンこう、Yangon Port） はミャンマーヤンゴンに位置するミャンマー最大の国際輸出入港。ミャンマー港湾公社（MPA）が所有し、大部分を民間セクターが運営している。今後の貨物量の増加を見込んで港の南10kmで新港ティラワ港の開発が行われている。港湾公社では、ヤンゴン港とティラワ港をひとつの港湾として管理しているためティラワ港も含めてヤンゴン港と呼ぶこともある。

## 概要
ヤンゴン港はミャンマーの船舶貨物取扱量のおよそ9割を取り扱う最大の輸出入港である。しかし、ヤンゴン川河口から32km上流にあるために、水深が浅く、場合によって潮が上がるのを待って入港しなくてはいけないため、利便性に問題がある。加えて、ミャンマーの民主化、経済発展の進展に伴い、海外からの輸出入の増加が増加しており、ミャンマー政府はヤンゴンの南25kmのヤンゴン川東岸に位置するティラワ経済特区に隣接する国際港ティラワ港の整備を進めている。港湾公社ではヤンゴン港とティラワ港をあわせてひとつの港湾として管理を行っている。2008年サイクロン・ナルギスの襲来により、甚大な被害を受けた。

## 設備
近年、民営化方針の下、ターミナルの開発運営は民間セクターに移管されており、港湾局が直接運営するターミナルは、Sule Padoda Wharvesターミナルのみとなっている。河川港であるため、大型船の入港は難しく、15,000DWT、喫水は9m、全長167mの船までしか入港できない。導入路では毎日浚渫を行い水深の維持に努めている。

### Sule Padoda Wharves ターミナル
ミャンマー港湾局運営。7バース。バースの総延長は1,027m。

### Bo Aung Kyaw Wharves ターミナル
もともとは港湾局が運営していたが、2010年、ミャンマーの民間港湾管理会社ユニオン・オブ・ミャンマー・エコノミックホールディング社（Union of Myanmar Economic Holding Limited)に運営を移管。3バースを所有し、バースの総延長は457m。

### Mynmar Industrial Port（MIP） ターミナル
民間港湾管理会社ミャンマー工業港社（Mynmar Industrial Port)とBOT方式で建設した。2003年に供用を開始した。2バースを所有し、バースの総延長は310m。

### Asia World Port ターミナル
民間港湾管理会社アジアワールドポートマネージメント会社（Asia World Port Management Company)がBOT方式で建設。ミャンマーで初の民営化ターミナルとして1997年に供用開始。3バースを所有し、バースの総延長は459m。